# Acronicta jezoensis
Acronicta jezoensis är en fjärilsart som beskrevs av Matsumura 1925. Acronicta jezoensis ingår i släktet Acronicta och familjen nattflyn. Inga underarter finns listade i Catalogue of Life.